# Санта Марија д'Ирзи (Матера)
Санта Марија д'Ирзи (итал. Santa Maria d'Irsi) је насеље у Италији у округу Матера, региону Базиликата.
Према процени из 2011. у насељу је живело 18 становника. Насеље се налази на надморској висини од 186 м.